# Saint-Jean-de-la-Haize
Saint-Jean-de-la-Haize är en kommun i departementet Manche i regionen Normandie i norra Frankrike. Kommunen ligger i kantonen Avranches som tillhör arrondissementet Avranches. År 2022 hade Saint-Jean-de-la-Haize 538 invånare.

## Befolkningsutveckling
Antalet invånare i kommunen Saint-Jean-de-la-Haize
| Referens: INSEE |